# جی پارینی
جی پارینی (انگلیسی: Jay Parini؛ زادهٔ ۲ آوریل ۱۹۴۸) شاعر، نویسنده، منتقد ادبی، و استاد دانشگاه اهل ایالات متحده آمریکا است.
پس از نوشتن رمان‌هایی دربارهٔ لئو تولستوی، والتر بنیامین و هرمان ملویل جی پارینی به عنوان یکی از پیشگامان در رمان زندگی‌نامه‌ای شناخته شده‌است. وی همچنین زندگینامه نویسنده معروف جان استاین‌بک را نوشت.
جی پارینی برندهٔ جوایزی همچون کمک‌هزینه گوگنهایم شده‌است.